# Іглінська сільська рада
Іглі́нська сільська рада (рос. Иглинский сельский совет) — муніципальне утворення у складі Іглінського району Башкортостану, Росія. Адміністративний центр — село Ігліно.

## Населення
Населення — 30769 осіб (2019, 17366 в 2010, 14421 в 2002).

## Склад
До складу поселення входять такі населені пункти:
| Населений пункт             | Населення, осіб (2002) | Населення, осіб (2010) |
| --------------------------- | ---------------------- | ---------------------- |
| Єленинський, присілок       | 19                     | 13                     |
| Ігліно, село                | 13931                  | 16811                  |
| Красний Ключ, присілок      | 45                     | 54                     |
| Петрово-Федоровка, присілок | 17                     | 17                     |
| Ягодна, присілок            | 409                    | 471                    |